# Schwaarze Schnéi
Schwaarze Schnéi ist ein luxemburgischer Dokumentarfilm, bei dem 26 luxemburgische Überlebende verschiedener Konzentrationslager im ehemaligen KZ Natzweiler-Struthof über ihre persönlichen Lagererfahrungen berichten.

## Entstehung und Handlung
Der Dokumentarfilm wurde 1985 auf Initiative von Robert Krieps produziert, um den 40. Jahrestag des Endes des Zweiten Weltkriegs zu begehen. Die Intention bestand darin, den Anfang einer Filmreihe zu etablieren, deren Fokus auf der audiovisuellen Dokumentation der Geschichte Luxemburgs lag. Jedoch wurde diese Projektidee letztlich nicht weiterverfolgt. Über die Conseil national de la Résistance erhielten die Filmemacher Anschriften von ehemaligen luxemburgischen Häftlingen. Insgesamt 60 wurden angeschrieben, manche sagten aus gesundheitlichen Gründen oder anderen Ursachen ab, insgesamt 26 erklärten sich bereit mitzumachen. Ihnen wurden zu Beginn Fragen gestellt, welche Bezug auf ihre Zeit im KZ nahmen, welche sie beantworteten. Die Überlebenden korrigierten sich gegenseitig, als sie gemeinsam die Fragen beantworteten. Das Drehbuch beruht fast ausschließlich auf den etwa 13-stündigen Tonbandaufzeichnungen, die anlässlich dieser Zusammenkünfte aufgenommen wurden. Im Anschluss wurde eine Auswahl getroffen, die der Gruppe zur Begutachtung wieder vorgelegt wurde. Es erfolgte eine signifikante Kürzung einiger Aussagen, da die Länge des Films an einer Schulstunde ausgerichtet wurde. 
Die Dreharbeiten im KZ Natzweiler-Struthof fanden bei minus 15 °C und teilweise dichtem Schneegestöber statt. Im Film führen die Überlebenden im KZ Natzweiler-Struthof einen Dialog über ihre Erfahrungen in den Konzentrationslagern. Zu den angesprochenen Ereignissen werden Originalaufnahmen der US-Armee gezeigt.
Es war der erste Dokumentarfilm, der auf Luxemburgisch gedreht wurde.

## Veröffentlichung
Der Film feierte am 21. April 1985 im Grand Théâtre de la Ville de Luxembourg seine Premiere. Am 17. April 2023 wurde eine digitalisierte Version von Schwaarze Schnéi im Ariston in Esch an der Alzette vorgeführt.